# La Villeneuve-sous-Thury

La Villeneuve-sous-Thury este o comună în departamentul Oise, Franța. În 1 ianuarie 2022 avea o populație de 141 de locuitori.